# Glaenocorisa propinqua
Glaenocorisa propinqua is een wants uit de familie van de duikerwantsen (Corixidae). De soort werd het eerst wetenschappelijk beschreven door Franz Xaver Fieber in 1860.

## Uiterlijk
De bruinzwarte duikerwants heeft, als volwassen dier, altijd volledige vleugels en kan 8 tot 8,5 mm lang worden. Het halsschild is net als de voorvleugels bruinzwart met een donkerpaarse metaalglans en heeft acht tot tien vage lichte dwarslijnen. De hoeken aan de zijkant van het halsschild zijn gedeeltelijk afgerond en is twee keer zo breed als dat het lang is. Over het halsschild loopt over het midden tot de helft een opstaande rand (kiel). Voorkant van de kop is bij beide geslachten dicht met lange haren bedekt, vandaar de Nederlandse naam. Het driehoekige binnenstuk bovenaan de voorvleugels, de clavus, heeft lichte dwarslijntjes. Het achterste deel en het hoornachtige deel van de voorvleugel heeft korte onregelmatige, soms golvende, streepjes. Tussen het verharde deel en het doorzichtige vliezige deel van de voorvleugels loopt een onduidelijke scheidslijn. De pootjes zijn bij het vrouwtje geel en bij het mannetje donker. De tarsi van de middelste pootjes zijn zwart. Glaenocorisa propinquas lijkt op Arctocorisa germari; die heeft echter minder sterk uitpuilende ogen, minder dichte beharing aan de voorkant en een kiel over de gehele lengte van het halsschild.

## Leefwijze
De wants overwintert als volgroeid dier en er is één generatie per jaar. Het zijn goede zwemmers die jagen op diverse kleine waterdiertjes en kunnen ook goed vliegen. In Nederland geeft de soort een voorkeur aan grote zure vennen met een kale zandbodem. 

## Leefgebied
In Nederland is de soort zeldzaam, verder komt de wants vooral voor in Centraal-Europa.